# Abraham Hannibal

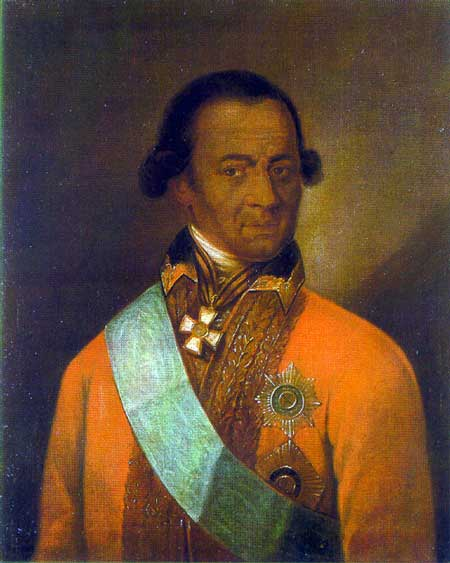
Portrait du général, présumé être Abraham Hannibal.

Abraham Hannibal, ou simplement appelé Hanibal (en russe : Абра́м Петро́вич Ганниба́л, Abram Pétrovitch Gannibal), né en 1696 à logone birni et mort le 14 mai 1781, est un esclave, militaire et commandant afro-russe. Capturé en 1703 par des esclavagistes musulmans dans le bassin du logone entre le Tchad et le Cameroun actuels et amené à Constantinople, il y est acheté clandestinement pour le compte de Pierre le Grand. Devenu le secrétaire de l'empereur, il se fait remarquer par ses aptitudes intellectuelles et termine sa carrière comme général en chef dans l'Armée impériale russe.
Il est l'arrière-grand-père maternel du poète russe Alexandre Pouchkine.

## Jeunesse
Ses origines restent incertaines. Les premiers écrits sur Abraham Hannibal suggèrent qu'il est né en 1696 dans un village baptisé « Lagon », la capitale d'une province mineure d'Éthiopie, située « du côté nord du fleuve Mareb… », (qui sert aujourd'hui en grande partie de frontière entre l'Éthiopie et l'Érythrée). Cependant, ce lieu n'a jamais pu être identifié en Éthiopie. On racontait au XIXe siècle qu'il était le fils d'un gouverneur ou d'un seigneur de la guerre. « Comme les autres fils avaient été apportés à leur père les mains attachées avec une corde, il se réjouit de la liberté avec laquelle son plus jeune fils nageait dans les fontaines de son père » (Notes de Pouchkine à Eugène Onéguine).
Les recherches de l'historien de l'Afrique, philologue et traducteur russophone Dieudonné Gnammankou, critiquées par le chercheur Alain Rouaud, mais appréciées de ses collègues slavistes comme Jean Breuillard, et partiellement corroborrées par les recherches détaillées du linguiste, spécialiste des langues africaines Henry Tourneux, suggèrent qu'il viendrait plutôt du sultanat de Logone-Birni, au Cameroun, au sud du lac Tchad, et aurait été capturé par le sultan Abd El Kader de Baguirmi puis vendu à des marchands d'esclaves.

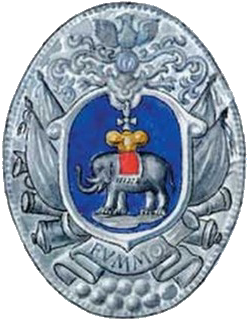
Armes d'Abraham Hannibal.

Dans une supplique officielle qu'Hannibal a soumise en 1742 à l'impératrice Élisabeth, dans laquelle il sollicitait l'octroi d'un rang anoblissant et d'armes nobiliaires, il demandait que figurent sur celles-ci un éléphant passant ainsi qu'une mystérieuse devise : « FVMMO », mot qui signifie « la patrie » en langue kotoko. Cependant, « FVMMO » est aussi l'acronyme de l'expression latine Fortuna Vitam Meam Mutavit Oppido, qui signifie : « le Destin a entièrement changé ma vie ».
À l'âge de sept ans (vers 1703), le futur Abraham Hannibal est emmené à Constantinople, à la cour du sultan Moustapha II (1695-1703) ou Ahmet III (1703-1730), où il demeure un an. Le biographe allemand d'Hannibal, compilant anonymement ses propres mots, explique que « les enfants des familles nobles étaient portés au commandeur de tous les musulmans, le sultan turc, comme otages », et pouvaient être tués ou vendus en esclavage si leurs pères s'agitaient. La sœur d'Hannibal, Lahan, emmenée elle aussi en captivité, meurt durant le voyage.
En 1704, après un an dans la capitale, Hannibal est emmené en Russie par l'envoyé de l'ambassadeur russe Savva Vladislavitch, selon les ordres de ses supérieurs (l'un de ces hommes est Piotr Andreïevitch Tolstoï, arrière-grand-père de l'écrivain Léon Tolstoï).
Toute l'opération est menée sur ordre de Pierre Ier le Grand. Apparemment, Hannibal n'aurait pas été le seul garçon noir à être ainsi acheté. Bien qu'il soit alors à la mode d'avoir des enfants noirs à la cour des monarques européens, ce n'est pas cette raison qui guide le tsar ; il vise un but éducatif. Les Noirs étant alors considérés en Europe comme non civilisés, voire comme des animaux[réf. nécessaire], Pierre veut prouver que ces enfants sont aussi doués pour les arts et les sciences que leurs pairs russes. Il semble, selon les témoignages de l'époque, que le tsar voulait, par l'expérience de l'intégration du jeune Abraham, démontrer pragmatiquement la supériorité de l'acquis sur l'inné : les études peuvent permettre à quiconque, quelle qu'en soit la naissance, de s'élever dans la société et de servir utilement son pays.
Hannibal est baptisé le 13 juillet 1705, en l'église Saint-Paraskeva (en) de Vilnius, Pierre étant son parrain. Bien qu'il porte désormais le nom de Piotr Petrov Petrovitch, il continue à se faire appeler Abraham (nom qui lui fut donné lors du voyage l'amenant en Russie), ce nom lui rappelant son premier prénom africain Broua.
De 1705 à 1717, une fois alphabétisé, il devient le « secrétaire de nuit » du tsar, chargé de noter les pensées du souverain lorsque celui-ci se réveille la nuit.

## Formation en France
En 1717, à 20 ans, Abraham Hannibal est laissé en France par son parrain Pierre le Grand après son séjour où il accompagnait ce dernier (d'abord à Paris mais possiblement aussi à Metz envoyé par son professeur Bernard Forest de Bélidor), afin d'y poursuivre son éducation dans les arts, les sciences et la guerre. Là, il apprend plusieurs langues et révèle de grandes dispositions dans les mathématiques, notamment en géométrie.
En 1718, durant la Guerre de la Quadruple-Alliance, il s'engage à combattre à sa propre demande, dans les armées de Louis XV contre celles de l'oncle de celui-ci, Philippe V d'Espagne ce qui lui vaudra de recevoir finalement le grade de capitaine dans l'Armée française.
En 1719, Abraham Hannibal fut même blessé à la tête lors d'une opération de sapeurs au siège de Fontarrabie où il se comporta vaillammentet aurait même fini capturé par l'armée espagnole durant le conflit.
En 1720, il parvient à étudier dans la nouvellement créée (février 1720) École royale d'artillerie de La Fère (aujourd'hui dans l'Aisne), par grâce spéciale ayant servi dans l'armée française, et obtient le brevet d'ingénieur du roi en 1723. Il aurait repris ses études dans l'équivalente École royale d'artillerie de Metz après avoir été libéré de sa captivité en 1722, deux ans après la fin de la guerre.
C'est durant ce séjour qu'il adopte son nom en l'honneur du général carthaginois Hannibal.
À Paris, il se lie d'amitié avec plusieurs figures des Lumières, qu'il s'agisse de Montesquieu ou de Voltaire. Ce fait, défendu par son biographe Hugh Barnes, est néanmoins contesté par le critique Andrew Kahn. Voltaire appelle alors Hannibal l'« étoile noire des Lumières ».
En 1723, après 6 ans passés en France, il revient en Russie par la terre accompagné de l'Ambassadeur russe à Paris, étant terrifié de le faire par voie marine. Il transmet les savoirs acquis, notamment dans deux gros volumes manuscrits présentés à Catherine Ire, alors devenue tsarine à la suite de la mort de Pierre Ier. Son ouvrage s'intitule Géométrie practique et Fortification (1725-1726), son premier tome est un traité de géométrie pratique et l'autre aborde le thème des fortifications. Ces manuscrits sont toujours conservés aujourd'hui dans la bibliothèque de l'Académie des sciences de Saint-Pétersbourg.
Celle-ci fut d'ailleurs fondée en 1724, comme l'académie attenante, sur la base d'une collection de plus de 300 livres ramenés de France par Abraham lui-même. Ces multiples transmissions et traductions comme ses réalisations sur le terrain confirme son statut de «Vauban russe» ou d'«arrière grand-père africain du génie russe».

### Hommage à La Fère en 2010

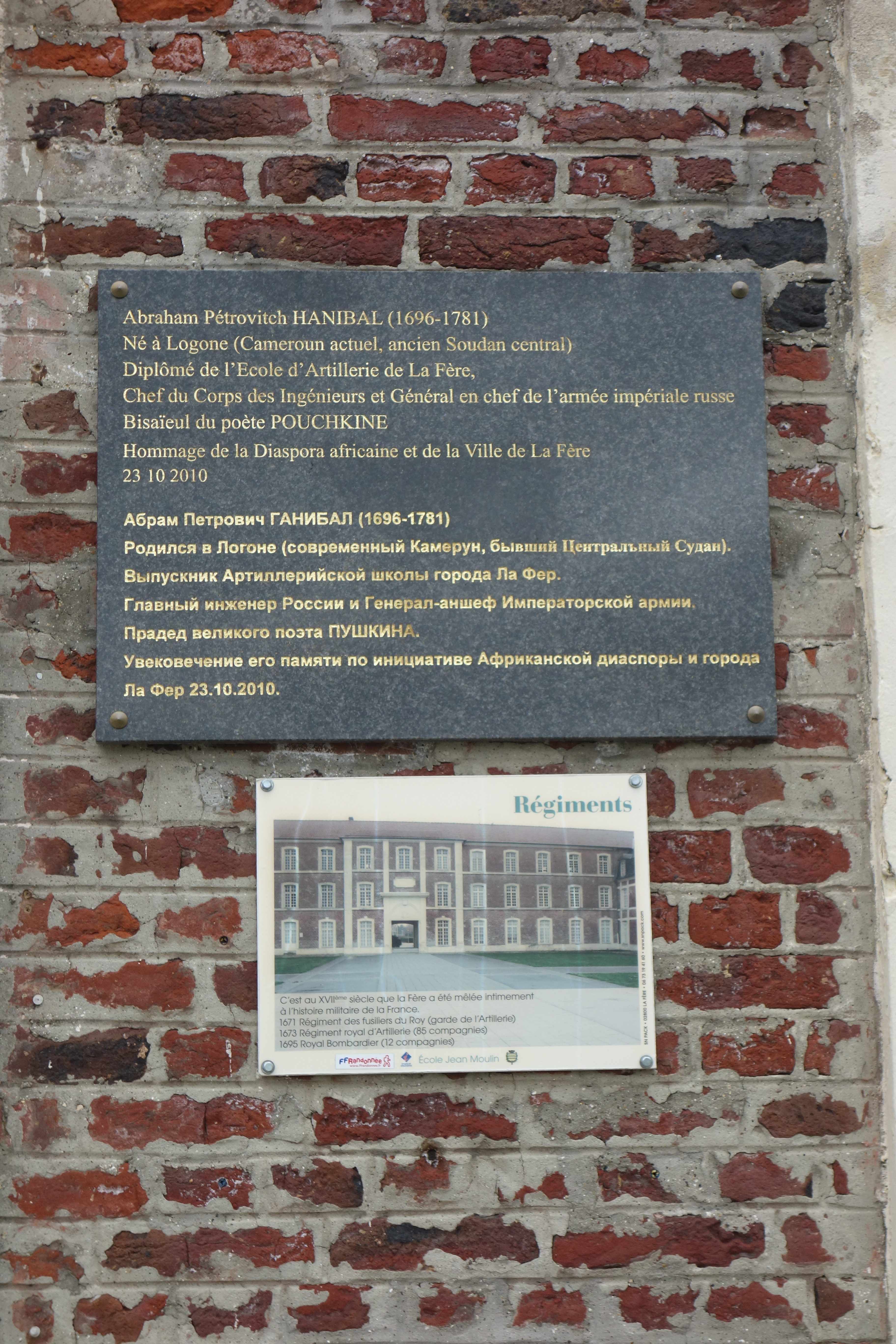
Plaque commémorative rappelant le passage du capitaine de l'Armée française devenu général-en-chef de l'Armée impériale russe Abraham Pétrovitch Hannibal à l'école royale d'artillerie de La Fère (France)

Fin octobre 2010, des représentants des états de la Russie et d'Estonie, l'ambassadeur du Cameroun en France, ainsi que le sultan de Logone-Birni Mahamat Bahat Marouf se sont réunis à La Fère autour d'élus locaux pour révéler ensemble une plaque commémorative honorant la mémoire et le legs d'Abraham Pétrovich Hannibal en tant que l'un des premiers diplômés de l'ancienne École royale d'artillerie de La Fère. 
Cette académie militaire qui fut définitivement fermée dans les années 1990, avait été créée par le roi Louis XV (sous la Régence de Philippe d'Orléans) récemment avant son enrôlement en 1720. La plaque déclare qu'il y reçut son brevet d'ingénieur et devint par la suite ingénieur-en-chef puis général-en-chef de l'Armée impériale russe. Elle rappelle aussi qu'Abraham Hannibal est le bisaïeul d'Alexandre Pouchkine, le plus grand poète russe.

## Règnes de Pierre et d'Élisabeth

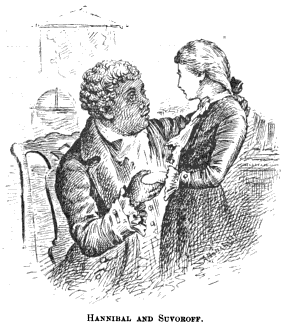
Abraham Hannibal parlant à Alexandre Souvorov alors enfant.

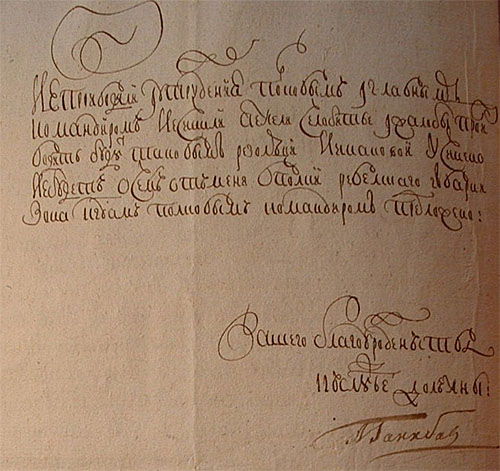
Lettre signée par A. Hannibal le 22 mars 1744. Archives de la ville de Tallinn.

L'éducation d'Hannibal achevée en 1723, il doit rentrer en Russie. Il écrit à Pierre, qui l'autorise à rentrer par la terre, et non par la mer, car il a une phobie des bateaux. Il est dit qu'il rencontre Pierre lui-même à son retour, quelques kilomètres avant Moscou. Il redevient son secrétaire personnel et superviseur des chantiers de forteresses militaires.
Après la mort de Pierre en 1725, Hannibal est exilé en Sibérie en 1727. Gracié en 1730 par l'impératrice Anna Ioannovna pour ses qualités d'ingénieur militaire, il devint une figure éminente de la cour après l'accession au trône de l'impératrice Élisabeth Petrovna, qui eut lieu en 1750. Élevé au grade de major-général le 12 janvier 1742, il devient gouverneur de Tallinn, poste qu'il occupe de 1742 à 1752. Une lettre signée en date du 22 mars 1744 est conservée aux Archives de la ville de Tallinn. L'impératrice Élisabeth Ire l'anoblit et lui donne en 1742 le domaine de Mikhaïlovskoïe, dans la province de Pskov, avec des centaines de serfs,. Il s'y retire en 1762.
Continuant à diriger les travaux des ports et fortifications, il est nommé en 1755 « général-lieutenant » puis général en chef d'armée en 1759, ce qui le place au troisième rang de la hiérarchie militaire et civile.
On raconte que le général Alexandre Souvorov doit sa carrière militaire à Hannibal, qui aurait convaincu son père de le laisser s'engager dans les armes.

## Famille

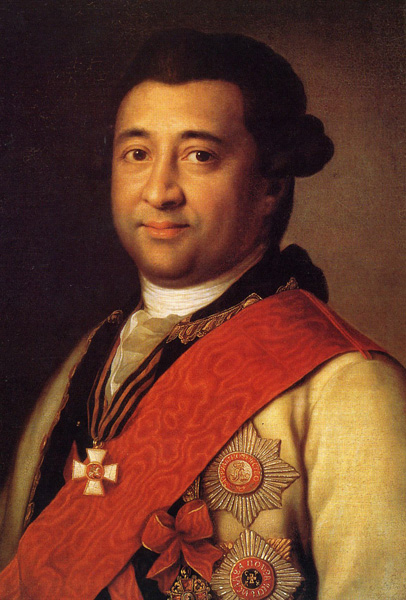
Ivan Hannibal, fils aîné d'Abraham Hannibal, par Dmitri Levitski.

Il se marie deux fois. Sa première épouse est Eudoxie Dioper, une Grecque épousée le 17 janvier 1731. Toutefois, Eudoxie Dioper dédaigne son mari, qu'elle a été forcée d'épouser. Quand celui-ci découvre qu'elle lui a été infidèle avec un de ses propres élèves (accouchant d'une petite fille toute blanche en septembre 1731, qu'Abraham Hannibal reconnaît toutefois) et que les deux amants ont tenté de l'empoisonner, il la fait arrêter et jeter en prison, où elle passe onze ans dans des conditions affreuses. Hannibal vit ensuite avec Christina Regina Siöberg (fille d'un capitaine suédois passé en Russie), qu'il épouse à Reval, aujourd'hui Tallinn, en 1736, un an après la naissance de leur premier enfant, Ivan, le 5 juin 1735, alors qu'il est toujours marié à sa première épouse. Le divorce n'est prononcé définitivement qu'en 1753 : Hannibal doit verser une amende et se voit imposer une punition, tandis qu'Eudoxie Dioper est envoyée dans un couvent pour le restant de ses jours. Le second mariage d'Hannibal est cependant considéré comme légal.
Par son père, Christina Regina Siöberg descend de plusieurs familles nobles de Scandinavie et d'Allemagne : Siöberg (Suède), Galtung (Norvège) et Grabow (Danemark et Brandebourg),.
Abraham Hannibal et Christina Regina Siöberg ont dix enfants. L'un d'eux est Ossip (1744-1806), « Joseph » en russe, dont la fille, Nadejda, est la mère du poète Alexandre Pouchkine (1799-1837). Ossip Hannibal est le fondateur du domaine familial des Pouchkine à Mikhaïlovskoïe. C'est dans cette propriété que Pouchkine passera une partie de sa vie avec ses amis des familles du domaine voisin de Trigorskoïe.
Quant au fils aîné d'Abraham Hannibal, Ivan (1735-1801), devenu officier de marine accompli, il fonde la ville de Kherson en 1779 pour le compte du prince Potemkine et est élevé au grade de général en chef (1798), le deuxième grade le plus élevé en Russie.